# Földváry család (bernáthfalvi)
A bernáthfalvi és földvári Földváry család egy XIV. századi ősökkel bíró magyar nemesi család.

## Története
Egy bizonyos Földváry Mátyás nemességet kapott a XV. század elején, később tőle származott a család. Ezt a nemességet 1573. augusztus 9-én Miksa király is megerősítette, és ezzel együtt címert is adományozott nekik. A család később két ágra szakadt, az egyik Pest, míg a másik Heves vármegyében élt. Kiemelendő a családtagok közül Gábor (1787–1854), aki pesti alispán Csongrád vármegye főispánja, és császári és királyi tanácsos is volt.

## Címere
Az 1573-ban kapott címer Kempelen Béla leírását idézve:

Négyelt pajzs; a jobboldali felső vörös mezőben álló arany griff jobbjában szőlőfürtöt tart; a baloldali felső kék mezőben hármas zöld halom középsőjén álló hattyú felemelt jobbjában a dombból kinövő búzakalászt tartja; az alsó 3. és 4. mezőt jobbról ezüst, balról vörös ék hasítja, ebben 2 piros, illetőleg 2 ezüst rózsa; az ék által szabadon hagyott jobboldali mezőnek felső része kék, az alsó arany, a baloldalié pedig fenn arany; lenn kék; sisakdísz: a griff növekvőleg; takarók: kék-arany, vörös-ezüst.